# Pygostolus minax
Pygostolus minax är en stekelart som beskrevs av Sergey A. Belokobylskij 2000. Pygostolus minax ingår i släktet Pygostolus och familjen bracksteklar. Inga underarter finns listade i Catalogue of Life.